# 582
582 (DLXXXII) var ett normalår som började en torsdag i den julianska kalendern.

## Händelser

### Okänt datum
- Johannes IV utses till patriark av Konstantinopel.
- Maurikios kröns till östromersk kejsare.
- Avarer och slaver segrar över Bysantinska riket i belägringen av Sirmium, och Balkanhalvön ligger därefter öppen för den slaviska migrationen till Balkanhalvön.

## Födda
- 13 augusti – Arnulf, biskop av Metz.
- Bertrude, frankisk drottning

## Avlidna
- Tiberios II, Östromersk kejsare.
- Agathias, grekisk skald.